# Laia Codina
Laia Codina (ur. 22 stycznia 2000 w Campllong) – hiszpańska piłkarka, występująca na pozycji obrończyni w angielskim klubie Arsenal W.F.C. oraz w reprezentacji Hiszpanii. Uczestniczka Mistrzostw Świata 2023.

## Statystyki

### Klubowe
Na podstawie:
| Klub           | Sezonów | Liga    | Liga  | Liga   | Puchar krajowy | Puchar krajowy | Kontynentalne | Kontynentalne | Suma  | Suma   |
| Klub           | Sezonów | Liga    | Mecze | Bramki | Mecze          | Bramki         | Mecze         | Bramki        | Mecze | Bramki |
| -------------- | ------- | ------- | ----- | ------ | -------------- | -------------- | ------------- | ------------- | ----- | ------ |
| FC Barcelona   | 3       | Liga F  | 29    | 2      | 4              | 0              | 3             | 0             | 36    | 2      |
| AC Milan       | 1       | Liga F  | 13    | 0      | 5              | 0              | 1             | 0             | 19    | 0      |
| Arsenal W.F.C. | 2       | Liga F  | 4     | 0      | 7              | 1              | –             | –             | 11    | 1      |
|                | Łącznie | Łącznie | 46    | 2      | 16             | 1              | 4             | 0             | 66    | 3      |

### Reprezentacyjne
Na podstawie:
| Mecze i gole w reprezentacji podczas Mistrzostw Świata 2023 | Mecze i gole w reprezentacji podczas Mistrzostw Świata 2023 | Mecze i gole w reprezentacji podczas Mistrzostw Świata 2023 | Mecze i gole w reprezentacji podczas Mistrzostw Świata 2023 | Mecze i gole w reprezentacji podczas Mistrzostw Świata 2023 | Mecze i gole w reprezentacji podczas Mistrzostw Świata 2023 | Mecze i gole w reprezentacji podczas Mistrzostw Świata 2023 | Mecze i gole w reprezentacji podczas Mistrzostw Świata 2023 |
| Lp.                                                         | Data                                                        | Miasto                                                      | Przeciwnik                                                  | Wynik                                                       | Gole                                                        | Inne                                                        | Faza rozgrywek                                              |
| ----------------------------------------------------------- | ----------------------------------------------------------- | ----------------------------------------------------------- | ----------------------------------------------------------- | ----------------------------------------------------------- | ----------------------------------------------------------- | ----------------------------------------------------------- | ----------------------------------------------------------- |
| 1.                                                          | 05.08.2023                                                  | Auckland                                                    | Szwajcaria                                                  | 5:1 (4:1)                                                   | 11' (sam.), 45'                                             |                                                             | 1/8 finału                                                  |
| 2.                                                          | 11.08.2023                                                  | Wellington                                                  | Holandia                                                    | 2:1 (0:0)                                                   |                                                             |                                                             | Ćwierćfinał                                                 |
| 3.                                                          | 15.08.2023                                                  | Auckland                                                    | Szwecja                                                     | 2:1 (0:0)                                                   |                                                             |                                                             | Półfinał                                                    |
| 4.                                                          | 20.08.2023                                                  | Sydney                                                      | Anglia                                                      | 1:0 (1:0)                                                   |                                                             |                                                             | Finał                                                       |

## Sukcesy
Na podstawie:

### Klubowe
Z FC Barceloną:
- Liga Mistrzyń UEFA 2020/21, 2022/23
- Mistrzyni Hiszpanii 2020/21, 2022/23
- Puchar Królowej 2019/20, 2020/21
- Superpuchar Hiszpanii 2019/20, 2022/23

### Reprezentacyjne
- Liga Narodów UEFA Kobiet 2023/24
- Mistrzyni Świata 2023
- Mistrzyni Europy U-19 2018